# Hugo Österman

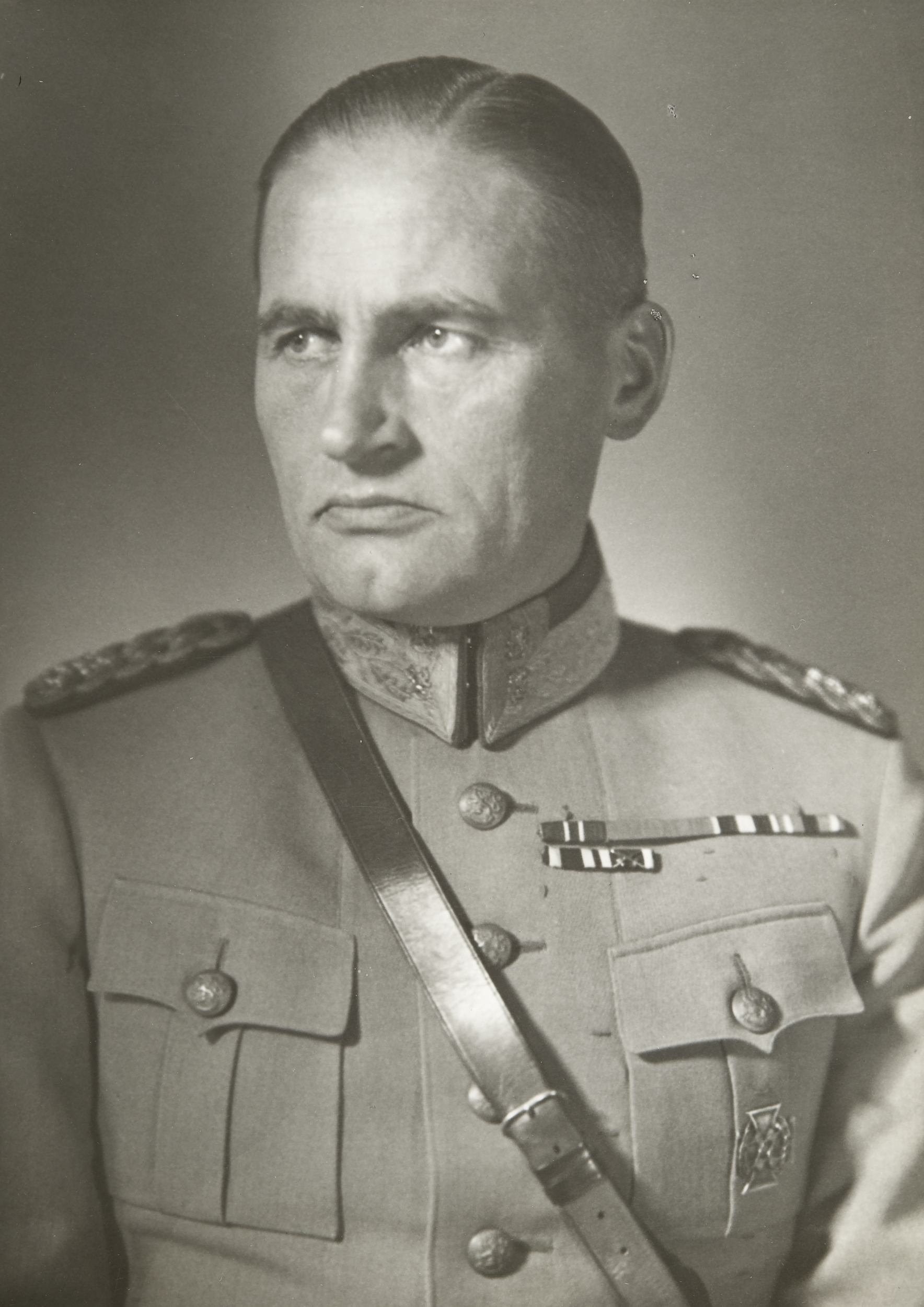
Hugo Österman.

Hugo Viktor Österman, född 5 september 1892 i Helsingfors, död där 16 februari 1975, var en finländsk militär.

## Biografi
Österman genomgick militär utbildning vid finska jägarbataljonen i Tyskland 1915–1918 och Krigshögskolan (nu Försvarshögskolan) i Sverige 1927–1928.
Österman blev major 1918, överstelöjtnant 1920, överste 1925, generalmajor 1930 och generallöjtnant 1935. Han var befälhavare för finländska krigsmakten 1933–1939 och var högste befälhavare på Karelska näset under större delen av vinterkriget, där han avgick efter att sovjetiska trupper brutit igenom Mannerheimlinjen. Han var överbefälhavarens representant i Oberkommando der Wehrmacht 1944.
Österman gifte sig 1919 med Marga von Troil, själv officersdotter. Paret fick dottern Margharetha 1921.

## Utmärkelser
- Kommendör med stora korset av Svärdsorden, 1935.[1]
- Kommendör av första klassen av Nordstjärneorden, 1933.[2]